# PTS-3
Das PTS-3 (russisch ПТС-3, Плавающий транспортёр средний -3 auf dt.: mittlerer schwimmender Transporter 3) ist ein kettengetriebenes amphibisches Landungsfahrzeug aus sowjetischer Produktion. Es ist die dritte Version der PTS-Reihe, dessen erste Variante aus den 1960er-Jahren stammt.

## Entwicklungsgeschichte
Nach einer fast 15-jährigen Einsatzerfahrung der Streitkräfte des Warschauer Paktes mit dem PTS-2, wurde diverse Optimierungsmöglichkeiten festgestellt. Dies betraf in erster Linie die Fahreigenschaften und die Geschwindigkeit im Wasser sowie die Tragfähigkeit des Amphibienfahrzeuges. Die Entwicklungsarbeiten am PTS-3 wurden in der Lokomotivfabrik Luhansk von L.I. Posdijakowa durchgeführt. Die ersten Fahrzeuge wurden im Jahr 1988 eingeführt, aber im Zuge des Zusammenbruches des Sowjetunion und der damit einher gehenden finanziellen Engpässe erfolgte keine Einführung des PTS-3 und die Produktionszahlen blieben niedrig. Verbesserungen, die beim PTS-3 umgesetzt wurde, finden sich bei der modernsten Version PTS-4 wieder.

## Technik
Die Tragfähigkeit des PTS-3 wurde erhöht, so können nun Lasten von bis zu 16 Tonnen transportiert werden. Des Weiteren konnte die Höchstgeschwindigkeit im Wasser auf 15 km/h angehoben werden. Erreicht wurde dies durch eine andere Anordnung der beiden Antriebspropeller. Beim PTS-2 befanden sich die Schrauben unterhalb der Zufahrtsrampe in einem tunnelähnlichen Stahlkörper, beim PTS-3 erfolgte der Antrieb mithilfe zweier Mantelpropeller (Durchmesser 750 mm), welche an der Unterseite der Rampe montiert wurden. Die Steuerung erfolgt mittels zweier Ruder pro Mantelpropeller. Das Fahrgestell des PTS-3 basiert wie beim PTS-2 auf dem T-64-Chassis, es hat allerdings eine zusätzliche Laufrolle pro Seite. Die Motorisierung besteht ebenfalls aus einem wassergekühlten Zwölfzylinder-V-Motor des Typs W-46-5. Das Antriebsaggregat hat einen Hubraum von 38,88 Litern und erbringt eine Leistung von 710 PS (522 kW). Das im Winter beheizte Führerhaus ist leicht gepanzert (Schutz gegen 7,62-mm-Projektile) und hat, wie beim PTS-2, eine Tür zur Ladefläche. Zum Schutz der Besatzung verfügt das Kettenfahrzeug über eine ABC-Schutz- und Belüftungsanlage, wodurch die Durchhaltefähigkeit in mit ABC-Kampfmitteln kontaminierten Gebieten sichergestellt werden soll. Die Ladefläche wurde minimal vergrößert, und zwar auf 24 m² (8,285 m × 2,890 m) gegenüber den 23,6 m² (8,23 m × 2,87 m) beim PTS-2. Der PTS-3 kann somit bis zu 75 Personen oder ein Fahrzeug in der Größenordnung eines schweren Militär-LKW (z. B. Ural-4320) transportieren. Der PTS-3 ist ohne Vorbereitung schwimmfähig, lediglich das Schwallbrett am Bug muss für das Durchqueren eines Wasserhindernisses umgeklappt werden.

## MOP Derschatel
Die Pionierversion MOP Derschatel (russisch МОП "Держатель") wurde 1992 in geringer Stückzahl vom Luhansker Lokomotivwerk gebaut. Das Fahrzeug war mit einem Löffelbagger ausgestattet, dessen Drehschemel mittig, hinter dem modifizierten Führerhaus verbaut waren. Der Baggerarm wird nach hinten abgelegt und hat einen Schwenkbereich von 360°. Zusätzlich wurde eine Nebelmittelwurfanlage montiert.

## Nutzer
- Sowjetunion
- Russland[1]
- Ukraine